# It Don't Come Easy
Singles de Ringo Starr
Beaucoups of Blues
(1970) Back Off Boogaloo
(1972)
It Don't Come Easy est une chanson de Ringo Starr qui est devenue un titre phare de sa carrière en solo. Créditée à son seul nom, elle a en réalité été composée avec l'aide de George Harrison, qui l'a également produite. Plusieurs tentatives d'enregistrement ont eu lieu au cours de l'année 1970 avec, notamment, la participation de Klaus Voormann et des membres de Badfinger, Pete Ham et Tom Evans aux chœurs.
Sortie en single uniquement avec la chanson Early 1970 en face B, elle est montée en 4e place des charts des deux côtés de l'Atlantique, devenant le premier hit en solo de Ringo, et son premier single publié au Royaume-Uni. La même année, il l'interprète lors du The Concert for Bangladesh, puis sur l'album Ringo Starr: Live at Soundstage sorti en 2007. Il faut attendre la compilation Blast from Your Past (1975) et la réédition en CD de l'album Ringo (1991) pour la voir apparaître sur des albums. On la retrouve aussi sur la compilation Photograph: The Very Best of Ringo parue en 2007.
It Don't Come Easy est devenue, dans les années 1990 et 2000, une chanson classique lors des concerts du All-Starr Band, et figure ainsi sur la plupart des albums live du groupe.

## Fiche technique

### Interprètes
- Ringo Starr : chant, batterie
- George Harrison : guitare rythmique, guitare solo, production
- Klaus Voormann : basse
- Gary Wright : piano
- Mal Evans : tambourin
- Pete Ham, Tom Evans : chœurs
- Tom Cattermole : saxophone, trompette
- Ken Scott : ingénieur